# 오카모토 마야
오카모토 마야(일본어: 岡本 麻弥 おかもと まや[*], 1967년 2월 3일 ~ )는 일본의 성우자 배우, 가수. 도쿄도 신주쿠구 출신.